# هورون (كاليفورنيا)
هورون (بالإنجليزية: Huron )‏ هي إحدى مدن مقاطعة فريسنو، كاليفورنيا. تم إعطاءها لقب مدينة في 3 مايو، 1951.

## التركيبة السكانية
حدّد مكتب تعداد الولايات المتحدة بيانات التركيبة السكانية لهورون في تعداد الولايات المتحدة. في ما يلي، التركيبة السكانية حسب تعدادي 2000 و2010.

### تعداد عام 2000
بلغ عدد سكان هورون 6,306 نسمة بحسب تعداد عام 2000، وبلغ عدد الأسر 1,378 أسرة وعدد العائلات 1,209 عائلة مقيمة في المدينة. في حين سجلت الكثافة السكانية 1,523.2 نسمة لكل كيلومتر مربع (3,945.1/ميل2). وبلغ عدد الوحدات السكنية 1,414 وحدة بمتوسط كثافة قدره 341.5 لكل كيلومتر مربع (884.5/ميل2).
وتوزع التركيب العرقي للمدينة بنسبة 20.36% من البيض و0.32% من الأمريكيين الأفارقة و0.98% من الأمريكيين الأصليين و0.40% من الأمريكيين ذوي الأصول الآسيوية و0.13% من سكان جزر المحيط الهادئ و74.77% من الأعراق الأخرى و3.04% من عرقين مختلطين أو أكثر و98.27% من الهسبانيون أو اللاتينيون من أي عرق.
بلغ عدد الأسر 1,378 أسرة كانت نسبة 70.1% منها لديها أطفال تحت سن الثامنة عشر تعيش معهم، وبلغت نسبة الأزواج القاطنين مع بعضهم البعض 58.9% من أصل المجموع الكلي للأسر، ونسبة 18.9% من الأسر كان لديها معيلات من الإناث دون وجود شريك،  بينما كانت نسبة 9.9% من الأسر لديها معيلون من الذكور دون وجود شريكة وكانت نسبة 12.3% من غير العائلات. تألفت نسبة 7.4% من أصل جميع الأسر من عدة أفراد يعيشون في نفس المنزل ونسبة 3.6% كانت تتألف من شخص يعيش بمفرده يبلغ من العمر 65 عاماً أو أكثر. وبلغ متوسط حجم الأسرة المعيشية 4.45، أما متوسط حجم العائلات فبلغ 4.44.
بلغ العمر الوسطي للسكان 23.5 عاماً. وكانت نسبة 38.8% من القاطنين تحت سن الثامنة عشر، وكانت نسبة 13% بين الثامنة عشر والرابعة والعشرين عاماً، ونسبة 29% كانت واقعةً في الفئة العمرية ما بين الخامسة والعشرين والرابعة والأربعين عاماً، ونسبة 12.4% كانت ما بين الخامسة والأربعين والرابعة والستين، ونسبة 4.1% كانت ضمن فئة الخامسة والستين عاماً فما فوق. يوجد لكل 100 أنثى 121.1 ذكر، ويوجد لكل 100 أنثى في الثامنة عشر من عمرها فما فوق 124.1 ذكر.
بلغ متوسط دخل الأسرة في المدينة 24,609 دولارًا، أما متوسط دخل العائلة فبلغ 23,939 دولارًا. وكان متوسط دخل الذكور 21,656 دولارًا مقابل 16,442 دولارًا للإناث. وسجل دخل الفرد الخاص بالمدينة 9,425 دولارًا. وكانت نسبة 38.3% من العائلات ونسبة 39.4% من السكان تحت خط الفقر، وكان من هؤلاء نسبة 48.8% تحت سن الثامنة عشر ونسبة 10.7% في الخامسة والستين من العمر وما فوق.

### تعداد عام 2010
بلغ عدد سكان هورون 6,754 نسمة بحسب تعداد عام 2010، وبلغ عدد الأسر 1,532 أسرة وعدد العائلات 1,335 عائلة مقيمة في المدينة. في حين سجلت الكثافة السكانية 1,631.4 نسمة لكل كيلومتر مربع (4,225.3/ميل2). وبلغ عدد الوحدات السكنية 1,602 وحدة بمتوسط كثافة قدره 387 لكل كيلومتر مربع (1,002.3/ميل2).
وتوزع التركيب العرقي للمدينة بنسبة 34.05% من البيض و0.98% من الأمريكيين الأفارقة و1.14% من الأمريكيين الأصليين و0.58% من الأمريكيين ذوي الأصول الآسيوية و0.09% من سكان جزر المحيط الهادئ و58.69% من الأعراق الأخرى و4.47% من عرقين مختلطين أو أكثر و96.64% من الهسبانيون أو اللاتينيون من أي عرق.
بلغ عدد الأسر 1,532 أسرة كانت نسبة 66.9% منها لديها أطفال تحت سن الثامنة عشر تعيش معهم، وبلغت نسبة الأزواج القاطنين مع بعضهم البعض 53.1% من أصل المجموع الكلي للأسر، ونسبة 24% من الأسر كان لديها معيلات من الإناث دون وجود شريك،  بينما كانت نسبة 10.1% من الأسر لديها معيلون من الذكور دون وجود شريكة وكانت نسبة 12.9% من غير العائلات. تألفت نسبة 7.2% من أصل جميع الأسر من عدة أفراد يعيشون في نفس المنزل ونسبة 2.6% كانت تتألف من شخص يعيش بمفرده يبلغ من العمر 65 عاماً أو أكثر. وبلغ متوسط حجم الأسرة المعيشية 4.41، أما متوسط حجم العائلات فبلغ 4.47.
بلغ العمر الوسطي للسكان 24.7 عاماً. وكانت نسبة 37.1% من القاطنين تحت سن الثامنة عشر، وكانت نسبة 13.4% بين الثامنة عشر والرابعة والعشرين عاماً، ونسبة 28.5% كانت واقعةً في الفئة العمرية ما بين الخامسة والعشرين والرابعة والأربعين عاماً، ونسبة 16.1% كانت ما بين الخامسة والأربعين والرابعة والستين، ونسبة 4.9% كانت ضمن فئة الخامسة والستين عاماً فما فوق. وتوزع التركيب الجنسي للسكان بنسبة 52.7% ذكور و47.3% إناث.